# Neuroleon (Ganussa) modestus
Neuroleon (Ganussa) modestus is een insect uit de familie van de mierenleeuwen (Myrmeleontidae), die tot de orde netvleugeligen (Neuroptera) behoort. 
Neuroleon (Ganussa) modestus is voor het eerst wetenschappelijk beschreven door Navás in 1912.